# Use Your Illusion II
Use Your Illusion II je albem americké skupiny Guns N' Roses. Album vyšlo společně s albem Use Your Illusion I v roce 1991. Use Your Illusion II bylo populárnější než její sesterské album, umístilo se na prvním místě amerického žebříčku, zatímco Use Your Illusion I se dostalo „jen“ na druhé místo. Obě alba získala sedm platinových desek.
Alba Use Your Illusion byla bodem obratu ve tvorbě Guns N' Roses (viz článek Use Your Illusion I). Use Your Illusion II je navíc mnohem političtější než jejich předchozí dílo a to díky písním „Civil War“, „Get in the Ring“ a cover verzi legendární písně Boba Dylana „Knockin' on Heaven's Door“, jejímiž tématy jsou násilí, předsudky médií a vymáhání práva. Dochází také k odklonu od tématu užívání drog.
První singl, „You Could Be Mine“, byl vydán v červenci 1991 a je obsažen ve filmu Terminátor 2: Den zúčtování, ačkoliv nebyl vydán na soundtracku k filmu. Ve videoklipu k písní hraje Arnold Schwarzenegger postavu Terminátora, jehož cílem je Axl Rose. Píseň byla ale původně napsána o vztahu Izzyho Stradlina a jeho ex-přítelkyně Angely Nicoletti.
Obě alba Use Your Illusion mohou být brána jako jedno soudržné dílo s mnoha shodnými prvky. Na obou albech je píseň „Don't Cry“, avšak s jinými slovy. Obě alba obsahují jednu cover verzi, „Live and Let Die“ od Wings (Use Your Illusion I) a „Knockin' on Heaven's Door“ od Boba Dylana (Use Your Illusion II). Na oboch albech alespoň jednu píseň zpívá jiný člen kapely než Rose. Duff McKagan zpívá „So Fine“ a Izzy Stradlin zpívá „14 Years“ (na Use Your Illusion I zpívá Izzy Stradlin „Dust N' Bones“ a „Double Talkin' Jive“).
Poslední píseň, „My World“, byla pro některé členy kapely překvapením, protože ji nahrál Axl Rose sám a většina se o ní dozvěděla až po vydání alba.
Některé texty odkazují na název skupiny a na název alba:
Z písně „Breakdown“:
- Funny how everything was roses when we held on to the guns.

Z písně „Locomotive“:
- You can use your illusion; Let it take you where it may…
- I've worked too hard for my illusions just to throw them all away…

V písni „Get in the Ring“ útočí Guns N' Roses na své nepřátele a přímo jmenují několik hudebních kritiků a časopisů.
Na obalu alba je použit stejný motiv jako na obalu alba Use Your Illusion I, tj. výřez Raffaelovy fresky Škola athénská, ale v jiném barevném odstínu.

## Seznam písní
1. „Civil War“ – 7:36
2. „14 Years“ – 4:17
3. „Yesterdays“ – 3:13
4. „Knockin' on Heaven's Door“ – 5:36
5. „Get in the Ring“ – 5:29
6. „Shotgun Blues“ – 3:23
7. „Breakdown“ – 6:58
8. „Pretty Tied Up“ – 4:46
9. „Locomotive“ – 8:42
10. „So Fine“ – 4:04
11. „Estranged“ – 9:10
12. „You Could Be Mine“ – 5:48
13. „Don't Cry“ (Alternate Lyrics) – 4:40
14. „My World“ – 1:22

## Obsazení
- Axl Rose: zpěv, piano, klávesy a bicí v „My World“, kytara v „Shotgun Blues“
- Slash: kytara, akustická kytara, banjo v „Breakdown“
- Izzy Stradlin: kytara, doprovodný zpěv, zpěv v „14 Years“, sitar v „Pretty Tied Up“
- Duff McKagan: baskytara, doprovodný zpěv, zpěv v „So Fine“, bicí v „Locomotive“
- Steven Adler: bicí v „Civil War“
- Matt Sorum: bicí, doprovodný zpěv
- Dizzy Reed: piano, klávesy, doprovodný zpěv

A dále:
- Howard Teman: piano v „So Fine“
- Shannon Hoon: zpěv v „Don't Cry“
- Johann Langlie: zvukové efekty v „My World“
- The Waters: doprovodný zpěv v „Knockin' On Heaven's Door“

## Zajímavosti
- Část textu písně „You Could Be Mine“: „With your bitch slap-rappin' and your cocaine tongue/You get nuthin' done“ je obsažena v bookletu alba Appetite for Destruction.
- Jméno alba bylo terčem vtípku v sitcomu Arrested Devolopment vysílaném deset let po vydání alba. Když kouzelník Tony Wonder (hraje jej Ben Stiller) musí vymyslet jméno pro své domácí video, rozhodne se pro Use Your Illusion II, protože Use Your Illusion I je už obsažené. Když zjistí, že existuje i Use Your Illusion II, rozhodne se pro Use Your Allusion.